# Castelvenere
Castelvenere község (comune) Olaszország Campania régiójában, Benevento megyében.

## Fekvése
A megye nyugati részén fekszik. Határai: Guardia Sanframondi, San Lorenzello, San Salvatore Telesino, Solopaca és Telese Terme.

## Története
A település első írásos említése 1308-ból származik. A következő századokban nemesi birtok volt. A 19. században nyerte el önállóságát, amikor a Nápolyi Királyságban felszámolták a feudalizmust.

## Népessége
A népesség számának alakulása:

## Főbb látnivalói
- Santa Maria della Seggiola-templom
- Santa Maria della Foresta-templom
- San Nicola-templom

## Testvérvárosai
Testvérvárosa 2002 óta a máltai Xewkija.